# Cresera similis
Cresera similis là một loài bướm đêm thuộc phân họ Arctiinae, họ Erebidae.